# Efraim Dahlin
Jacob Efraim Dahlin, född 5 april 1848 i Handog, Lits socken, död 14 februari 1932 i Stockholm, var en svensk ämbetsman och företagsledare.

## Biografi
Jacob Efraim Dahlin var son till fanjunkaren Olof Dahlin, och bror till Ernst Mauritz Dahlin. Han var elev vid högre elementarläroverket i Östersund 1855-1858 och 1859-1866, vid Uppsala katedralskola 1859, och vid Härnösands högre elementarläroverk 1866-1868. 1864 blev Dahlin volontär vid Jämtlands fältjägarekår, godkändes som soldat 1865 och avlade underofficersexamen i maj 1865. Han var kommenderad som underofficer vid Västernorrlands beväringsbataljons möten på Sånga mo 1866-1868. 1868 avlade Dahlin mogenhetsexamen vid Härnösands högre elementarläroverk varpå han arbetade vid föräldrarnas hemman i Österfärnebo socken och erhöll avsked ur krigstjänsten våren 1869. Höstterminen detta år blev han student vid Uppsala universitet, medan han under somrarna verkade som predikant vid Bremö och Löröuddens kapell. 1870 blev han filosofie kandidat. Dahlin var 1873-1875 lärare i modersmålet vid Fjellstedtska skolan och vid kommunalskolan i Uppsala innan han 1875 blev juris utriusque kandidat.
Efter sin examen blev Dahlin auskultant i Svea hovrätt, extra ordinarie notarie där, och erhöll under 1875 sitt första förordnande. Han blev vice häradshövding 1878, var sekreterare hos Värmlands läns landsting 1878-1886 och hos Karlstads stadsfullmäktige 1878-1885. Därefter var Dahlin vice auditör vid Värmlands fältjägarkår från 1881, samma år befordrad till auditör och redogörare, var extra länsnotarie i Värmlands län från 1882 och från samma år auditör vid Värmlands regemente. Han var ledamot av Karlstads drätselkammare 1884-1886, länsnotarie i Värmlands län från 1884, tillförordnat amiralitetsråd och chef för marinförvaltningens civilavdelning 1887, senare samma år även amiralitetsråd och från 1903 även tillförordnad, 1907 ordinarie marinöverintendent och chef för marinintendenturkåren. 1908 blev han marinöverkommissarie och chef för marinförvaltningens civilavdelning. 1915 erhöll Dahlin avsked från sin befattning inom marinen.
Dahlin var sekreterare i särskilda utskottet vid 1886 års riksdag, sakkunnig i lantförsvarsdepartementet vid utarbetandet av den första inskrivningsförordningen 1886, ledamot av kommittén angående statens upphandlings och entreprenadväsende 1887-1893, ledamot av flottans reglementskommission 1893-1899, ordförande i kommittén angående flottans pensionskassa 1895–1898, ledamot av en sjömilitärkommitté för granskning av chefen för flottans stabs utlåtande angående ett flertal frågor, vilken även deltog i granskningen av förslaget till ny värnpliktslag 1900. Han var även ledamot av kommittén angående flottans civilstat 1902, samt sakkunnig angående omorganisation av flottans civilstat till en marinintendenturkår 1903. Dahlin var även en av stiftarna av AB Gävle verkstäder 1893 och ledamot av dess styrelse 1893-1909, ledamot av styrelsen för Allmänna hypotekskassan för Sveriges städer 1895-1910 (1897-1910 som ordförande), ledamot av styrelsen för Svenska livförsäkringsanstalten Oden 1897-1909 (1906-1909 som vice ordförande), ordförande i kommittén angående Djursholms utbrytning till egen kommun 1899-1900 och i styrelsen för Djursholms AB 1900-1903. Han var även en av stiftarna av Djursholms byggnads AB 1902 och ordförande i dess styrelse 1902-1908, en av stiftarna av AB Gävle skruvfabrik 1903 och ledamot av dess styrelse 1903-1907. Därtill var han kurator för förvaltning av Cronhielmska fideikommisset 1904-1910, en av stiftarna av AB Stockholms folkrestauranter 1913 och medlem av dess styrelse 1913-1915.
Därtill ledamot av styrelsen för Svenska nykterhetssällskapet 1894-1900 och 1908-1921, ledamot av styrelsen för KFUM i Stockholm 1895-1916 (som ordförande 1895-1896 och 1899-1901), föreningsråd i samma förening 1917, ledamot av styrelsen för Sophiahemmet 1899-1906, av styrelsen för Svenska Diakonsällskapet 1904-1925 samt av styrelsen för Sigtunastiftelsen 1915-1921.

## Utmärkelser
Dahlin blev riddare av Nordstjärneorden 1889, ledamot av Krigsvetenskapsakademien 1892, kommendör av Nordstjärneorden av andra klassen 1903 och av första klassen 1909. Han kallades till hedersledamot av Norrlands nation 1927, där han var förste kurator 1875.